# Manerebia apiculata
Manerebia apiculata is een vlinder uit de onderfamilie Satyrinae van de familie Nymphalidae. De wetenschappelijke naam van de soort is, als Lymanopoda apiculata, voor het eerst geldig gepubliceerd in 1867 door Felder.